# Fire Emblem
 (octobre 2019).
Si vous disposez d'ouvrages ou d'articles de référence ou si vous connaissez des sites web de qualité traitant du thème abordé ici, merci de compléter l'article en donnant les références utiles à sa vérifiabilité et en les liant à la section « Notes et références ».
Fire Emblem (ファイアーエムブレム, Faiā Emuburemu) est une série de jeux vidéo de rôle tactique créée par Shouzou Kaga, développée par Intelligent Systems et éditée par Nintendo. Le premier épisode Fire Emblem: Shadow Dragon & the Blade of Light est sorti en 1990 sur Famicom, uniquement au Japon. Le premier opus à avoir quitté le sol nippon est Fire Emblem: The Blazing Blade, connu en Occident sous le simple nom de Fire Emblem, sorti en 2004 en France.
Cette série est celle qui a posé les bases du genre tactical RPG, mais est également réputée pour être l'une des plus ardues. En effet, l'une de ses particularités, et ce à travers chacun de ses épisodes, est que chaque personnage jouable tombé au combat ne peut jamais être réutilisé dans la partie. Le challenge revient alors à avancer à travers les chapitres en perdant le moins de personnages possible. Cet aspect du jeu a été rendu optionnel à partir de Fire Emblem: New Mystery of the Emblem.

## Système de jeu
Fire Emblem est une série de jeu de rôle tactique. Dans des combats tactiques au tour par tour, le joueur déplace et fait agir ses unités sur une carte formant une grille quadrillée afin d'accomplir l'objectif du chapitre et passer au suivant. Chacune des unités du joueur peut se déplacer, attaquer un ennemi, utiliser un objet, interagir avec son environnement, voire soigner des alliés pour les guérisseurs. Une fois que toutes les unités ont agi, ou dès qu'il le souhaite, le tour du joueur prend fin et celui de l'ennemi débute, et ainsi de suite. Au fur et à mesure de la progression du joueur, ses unités acquièrent de l'expérience et peuvent gagner en puissance, apprendre de nouvelles aptitudes et évoluer vers des classes plus avancées.
Si le gameplay est relativement simple en apparence, il permet toutefois une gestion assez approfondie de l'équipe d'unités du joueur ainsi que des objets amassés. Aussi, connaître ses unités, leurs capacités, les points forts et faiblesses est un atout majeur dans le jeu, comme d'ailleurs dans toutes les expressions du genre RPG tactique. Ne laissant qu'une part limitée au hasard, il incombe au joueur de prendre en compte toutes les données en sa possession - et notamment les statistiques propres à ses unités, à celles des ennemies ou encore les informations relatives au terrain de bataille - afin de dresser une stratégie efficace d'attaque et de placement d'unités répondant aux critères de victoire mais permettant également la survie du groupe. En effet, les Fire Emblem sont caractérisés par le fait que les armes sont généralement dommageables et que toute unité du joueur tombée sur le champ de bataille est perdue pour le reste de la partie, à l'exception des épisodes plus récents permettant de désactiver cette option.
À partir du quatrième épisode (Genealogy of the Holy War), le système de combat s'enrichit du triangle des armes : les épées ont une supériorité contre les haches, qui ont une supériorité contre les lances, qui enfin ont une supériorité contre les épées. Le même principe est également repris pour la trinité des magies : suivant l'opus, cette trinité décrit soit la relation entre feu, vent et foudre, soit celle entre la magie blanche, la magie noire et la magie anima (qui reprend les éléments feu, vent et foudre).
Une autre particularité propre à la plupart des opus depuis le quatrième est les dialogues de soutien. Ils consistent à faire converser deux unités « compatibles » sur le champ de bataille ou dans la base, après que ces dernières aient passé suffisamment de temps côte-à-côte. Une fois que ces deux unités ont parlé (ce qui permet pour le joueur d'en apprendre plus sur leur caractère et leur histoire), leurs liens sont renforcés et elles obtiennent un bonus si elles sont placées à moins de trois cases l'une de l'autre en combat. Il existe quatre niveaux de soutien allant de C à S et chaque niveau augmente les bonus obtenus. Ces bonus ne sont pas toujours égaux en fonction des personnages : dans Path of Radiance par exemple, ils dépendent d'un système d'affinités. De plus, arriver au niveau A permet de débloquer une fin spécifique aux deux personnages à la fin du jeu. Si ce niveau est atteint entre deux des protagonistes principaux, dans Fire Emblem: The Blazing Blade, des dialogues hors combat peuvent également être débloqués. Ces dialogues n'existent pas dans le remake du premier opus, mais ils sont présents sous une forme purement décorative dans le remake du troisième ; là, les dialogues de soutien apparaissent mais ils n'ont aucun effet lors des combats, ne donnant pas de bonus aux personnages. Le rang S, représentant le mariage, apparaît lors de l’opus Fire Emblem Awakening.
Dans les opus plus récents, tels que Fates, Three Houses ou Engage, le joueur à également accès à une base entre les différentes batailles, où il peut interagir avec les personnages ou participer à des mini-jeux en échange d'objets, d'argent ou de bonus pour le prochain combat. De plus, des épisodes tels que The Sacred Stones, Echoes: Shadows of Valentia ou encore Awakening incorporent une carte du monde permettant au joueur de participer à des missions annexes en vue de gagner de l'expérience et des objets, voire parfois de recruter de nouveaux personnages. 

## Historique
| 1990 | Fire Emblem: Shadow Dragon & the Blade of Light |
| 1991 |                                                 |
| 1992 | Fire Emblem Gaiden                              |
| 1993 |                                                 |
| 1994 | Fire Emblem: Mystery of the Emblem              |
| 1995 |                                                 |
| 1996 | Fire Emblem: Genealogy of the Holy War          |
| 1997 | BS Fire Emblem Akaneia Senki                    |
| 1998 | Fire Emblem: Ankoku no Miko                     |
| 1999 | Fire Emblem: Thracia 776                        |
| 2000 |                                                 |
| 2001 |                                                 |
| 2002 | Fire Emblem: The Binding Blade                  |
| 2003 | Fire Emblem: The Blazing Blade                  |
| 2004 | Fire Emblem: The Sacred Stones                  |
| 2005 | Fire Emblem: Path of Radiance                   |
| 2006 |                                                 |
| 2007 | Fire Emblem: Radiant Dawn                       |
| 2008 | Fire Emblem: Shadow Dragon                      |
| 2009 |                                                 |
| 2010 | Fire Emblem: New Mystery of the Emblem          |
| 2011 |                                                 |
| 2012 | Fire Emblem: Awakening                          |
| 2013 |                                                 |
| 2014 |                                                 |
| 2015 | Fire Emblem Fates                               |
| 2015 | Tokyo Mirage Sessions #FE                       |
| 2016 |                                                 |
| 2017 | Fire Emblem Heroes                              |
| 2017 | Fire Emblem Echoes: Shadows of Valentia         |
| 2017 | Fire Emblem Warriors                            |
| 2018 |                                                 |
| 2019 | Fire Emblem: Three Houses                       |
| 2020 |                                                 |
| 2021 |                                                 |
| 2022 | Fire Emblem Warriors: Three Hopes               |
| 2023 | Fire Emblem Engage                              |

- Série principale
- Remake, remaster
- Jeu dérivé, hors-série
- Annulé

### Série principale
- Fire Emblem: Shadow Dragon & the Blade of Light - 20 avril 1990 au Japon sur Famicom. L’histoire de ce premier volet est celle de Marth, un jeune prince qui mène l’armée de son royaume, Altea, sur le continent de Akaneia, en guerre contre le Dragon d'Ombre Medeus. Armé de son épée magique, Falchion, et du trésor sacré d'Akaneia, l'Emblème du Feu, il devient un héros dans son pays.

- Fire Emblem Gaiden - 14 mars 1992 au Japon sur Famicom. Cette fois-ci, ce sont les deux royaumes de Rigel et Zofia en Valentia qui sont en guerre. Deux héros, Alm et Celica, prennent le commandement et jurent de rétablir la paix. Le principe du jeu est similaire au premier Fire Emblem, mais il y a deux personnages principaux qui ont chacun leur armée. La gestion de l'inventaire, très lourde dans le premier épisode, est simplifiée. Le jeu se dote d'une carte du monde, permet l'exploration de villages et de donjons et apporte des modifications importantes au système de promotion de classe, le tout rendant la progression moins linéaire. C'est également la première apparition de monstres dans la série.

- Fire Emblem: Mystery of the Emblem - 21 juin 1994 au Japon sur Super Famicom. Cet opus reprend l'histoire du premier épisode de la série et lui ajoute une suite, tout en modernisant en profondeur le système de jeu. Le jeu est ainsi divisé en deux livres, le premier étant un remake légèrement écourté du premier opus et le second une suite originale : après sa victoire sur Medeus, Marth est trahi par son ami et compagnon d'armes Hardin, nouvel empereur d'Akeneia.

- Fire Emblem: Genealogy of the Holy War - 14 mai 1996 au Japon sur Super Famicom. L'histoire se déroule en Jugdral. C'est ici que qu'apparaissent les systèmes de triangle des armes et de techniques, ajoutant une grande richesse au jeu. Cet épisode se démarque de deux manières : d'une part par la longueur de ses chapitres, qui requièrent plusieurs heures pour être complétés, souvent échelonnées sur plusieurs sessions de jeu ; et d'autre part par son scénario s'étendant sur le temps long de deux générations de protagonistes, d'abord menés par le paladin Sigurd puis par son fils Seliph et devant faire face aux machinations d'une sombre puissance occulte. En découle l'introduction d'un système de mariage et de généalogie : deux unités de sexe opposé de la première génération se mariant auront des enfants qui deviendront jouables dans la deuxième, en héritant de certaines caractéristiques de leurs parents.

- Fire Emblem: Thracia 776 - 1er septembre 1999 au Japon sur Super Famicom. Souvent considéré comme l'épisode le plus difficile de la série par les communautés de fans. Son histoire se déroule en parallèle de celle de Genealogy of the Holy War, et voit le retour d'un certain nombre de personnages de l'opus précédent, notamment le protagoniste principal : en l'an 776 du calendrier de Jugdral, le prince Leif cherche à reconquérir et réunifier la péninsule de Thracia divisée entre deux royaumes, dont l'un occupé par une puissance étrangère. Le système de jeu reprend pour l'essentiel celui de Mystery of the Emblem, en ajoutant quelques acquis de l'opus précédent et quelques nouveautés, comme le système de fatigue. Il devient aussi désormais possible d'enseigner aux personnages des techniques supplémentaires.

- Fire Emblem: The Binding Blade - 29 mars 2002 au Japon sur Game Boy Advance. Ce jeu met en scène Roy, fils du marquis Eliwood de Pherae qui part défendre Lycia contre l'invasion de Biran sur le continent d'Elibe. Il croisera la route de la princesse Guinevere, sera rejoint par Marcus, Lilina et de nombreux autres héros. Si certains systèmes, comme celui des techniques, sont abandonnés, d'autres émergent ou se modernisent, comme notamment les dialogues de soutien apparus dans Genealogy of the Holy War qui trouvent leur forme moderne.

- Fire Emblem: The Blazing Blade - 25 avril 2003 au Japon, 23 novembre 2003 aux États-Unis et 16 juillet 2004 en Europe sur Game Boy Advance. Cet épisode est le premier à faire l'objet d'une sortie internationale, permettant à la série de connaître un fort gain de popularité. De ce fait, il est paru en dehors du Japon sous le simple titre de Fire Emblem, le sous-titre étant régulièrement utilisé de manière rétroactive par Intelligent Systems pour éviter toute confusion. D'un point de vue chronologique, il se déroule 20 ans avant l'épisode précédent, et l'un des héros est le père de Roy, Eliwood. Le trio de protagonistes composé de Lyn, Eliwood et Hector doit faire face aux machinations d'un puissant sorcier. Le système de jeu est très semblable à son prédécesseur.

- Fire Emblem: The Sacred Stones - 7 octobre 2004 au Japon, 23 mai 2005 aux États-Unis et 4 novembre 2005 en Europe sur Game Boy Advance. Le système de jeu de cet épisode présente des similitudes avec celui de Gaiden : un duo de protagonistes poursuivant chacun leur voie ; un système de promotion de classe plus libre ; et le retour des monstres, d'une carte du monde et des donjons. Les techniques font un retour timide et restent exclusives à certaines classes. Sur le plan de l'histoire, les jumeaux princiers de Renais, Ephraim et Eirika, doivent faire face à l'invasion de leur pays par l'empire de Grado, dirigé par le père de leur ami d'enfance, Lyon ; ainsi qu'à une recrudescence de monstres sur le continent de Magvel.

- Fire Emblem: Path of Radiance - 20 avril 2005 au Japon, 17 octobre 2005 aux États-Unis et 4 novembre 2005 en Europe sur GameCube. Le système de jeu de cet épisode réintroduit et modernise un certain nombre de mécaniques abandonnés après l'épisode Thracia 776. L'histoire se déroule sur un nouveau continent, Tellius, menacé par l'expansionnisme conquérant du roi de Daein, Ashnard. Le héros, Ike, est le fils de Greil, chef d'une compagnie de mercenaires. Beaucoup de nouveautés voient le jour, comme le système d'allocation libre de points d'expérience aux personnages entre les batailles, la possibilité de forger des armes ou encore l'apparition de nouvelles classes liées aux personnages Laguz, ayant la faculté d'alterner forme humaine et bestiale.

- Fire Emblem: Radiant Dawn - 20 février 2007 au Japon, 5 novembre 2007 aux États-Unis, 14 mars 2008 en Europe sur Wii. Cet opus se déroule sur le même continent que Path of Radiance mais trois ans plus tard. Le jeu compte deux protagonistes principaux : Micaiah, une jeune fille de Daein possédant le don de soigner des gens rien qu'en les touchant et se battant pour la libération de son pays ; et Ike, devenu le chef des mercenaires de Greil, qui vient en aide à ses alliés de Gallia dans une nouvelle guerre. Le joueur peut y retrouver les personnages rencontrés dans l'opus précédent. Comme dans les épisodes Gaiden et The Sacred Stones, il y contrôle plusieurs armées. Cependant, le système de jeu est nettement plus linéaire et les intérêts des différents protagonistes ne convergent pas toujours.

- Fire Emblem: Awakening - 19 avril 2012 au Japon, 4 février 2013 en Amérique du Nord, 19 avril 2013 en Europe sur Nintendo 3DS. Cet épisode met en scène Chrom, descendant de Marth et prince du Saint-Royaume d'Ylisse, et sa milice les Veilleurs qui rencontre Daraen, un(e) jeune stratège amnésique. Ce(tte) dernier(e) décide d'aider Chrom et les Veilleurs face aux différents conflits qui menacent le royaume pour finalement se confronter au terrible Grima, le dragon déchu. Ils sont aidés par un mystérieux épéiste masqué dissimulant son identité sous le pseudonyme de Marth, qui s'avère être Lucina, la fille de Chrom, venue du futur et qui est revenue dans le passé pour empêcher le réveil de Grima. Cet épisode marque le retour du système de mariage et de généalogie de Genealogy of the Holy War, si ce n'est que les enfants n'ont plus de section de l'histoire principale qui leur est dédiée puisqu'ils combattent aux côtés de leurs parents. Par conséquent, le joueur peut décider d'ignorer complètement cet aspect du jeu. Parallèlement, c'est aussi le premier jeu permettant à l'avatar du joueur d'épouser un personnage du sexe opposé et d'avoir un ou deux enfants.

- Fire Emblem Fates - 25 juin 2015 au Japon, 19 février 2016 en Amérique du Nord, 20 mai 2016 en Europe sur Nintendo 3DS. Cet opus est le premier de la série à se décliner en deux versions : Héritage, plus accessible pour les débutants, et Conquête, pensée pour les vétérans de la série ; offrant chacune un scénario différent. Un troisième épisode, Révélation, faisant office de scénario complémentaire, est disponible en téléchargement sur le Nintendo eShop depuis juin 2016 en Europe. À noter qu'il existe une édition limitée regroupant les trois scénarios en une cartouche, qui constitue le seul moyen légal de se procurer le scénario Révélation après la fermeture du Nintendo eShop en mars 2023. L'histoire se déroule pendant la guerre entre les royaumes de Nohr et de Hoshido, où Corrin, un(e) jeune prince(sse), élevé(e) par la famille royale de Nohr, apprend qu'il/elle a en réalité des liens de sang avec la famille royale d'Hoshido, ayant été enlevé(e) par le roi Garon lors de sa jeunesse. Il/elle doit alors choisir aux côtés de quelle famille se battre, au détriment d'être considéré(e) comme un(e) traître(sse) par l'autre. Il est à noter que certains des personnages les plus populaires d'Awakening reviennent sous forme de réincarnation ou car invoqués du précédent jeu par un mystérieux personnage et cachant leur réelle identité. Le système de jeu global est assez similaire à l'épisode précédent bien que modernisé sur certains aspects comme notamment la mécanique de duo. Parmi les nouveautés, le joueur est désormais le propriétaire d'un château accueillant son armée entre les batailles et qu'il peut aménager comme bon lui semble.

- Fire Emblem: Three Houses - 26 juillet 2019 dans le monde sur Nintendo Switch. Sur le continent de Fódlan, on suit les péripéties de Byleth, un(e) jeune mercenaire invité(e) à devenir professeur(e) à l'Académie des officiers du monastère de Garreg Mach. Dirigé par l’Église de Seiros et son archevêque Rhea, il se trouve à la frontière de trois nations: l'Empire d'Adrestia, le Saint Royaume de Faerghus et l'Alliance de Leicester. Cet opus propose trois scénarios (dont un pouvant connaître un embranchement) selon la maison à laquelle le joueur choisit d'enseigner à l’Académie. Chacune est composée d'étudiants issus de la même nation et dirigée par l'héritier de cette dernière : les Aigles de jais, originaires d'Adrestia et menés par Edelgard ; les Lions de saphir, originaires de Faerghus et menés par Dimitri ; et les Cerfs d'or, originaires de Leicester et menés par Claude. Le jeu alterne entre les sessions de cours à l'Académie et les phases de bataille. L'aspect scolaire de la progression de personnage lui donne un degré de liberté jamais vu dans la série. L'univers et l'histoire du jeu partagent un certain nombre de similitudes avec l'opus Genealogy of the Holy War, et certains éléments du système de jeu en sont inspirés, malgré l'absence du système de généalogie. Parmi les innovations, on peut citer le système de bataillons, pouvant être utilisés sur le champ de bataille à diverses fins, notamment pour lutter contre les monstres.
- Fire Emblem Engage - 20 janvier 2023 dans le monde sur Nintendo Switch. Sur le continent d'Elyos, Alear, fils ou fille de Lumera, s'éveille d'un sommeil de mille ans pour empêcher le retour du dragon déchu, Sombron. À cette fin, il lui est nécessaire de collecter des anneaux magiques nommés « Emblèmes » pour l'assister dans sa quête. Ces Emblèmes contiennent les esprits de précédents protagonistes de la franchise. Cependant, ils sont également convoités par ses adversaires pour leurs propres desseins.

### Remakes
- Fire Emblem: Shadow Dragon - 7 août 2008 au Japon, 5 décembre 2008 en Europe, 16 février 2009 aux États-Unis sur Nintendo DS. Cet épisode de la série se présente sous la forme d'un remake du premier Fire Emblem. Il comprend quelques ajouts, notamment un système de changement de classe et des chapitres bonus permettant de recruter de nouveaux personnages et d'acquérir de l'expérience si le joueur a perdu trop d'unités. Il existe désormais un système de combat et d'échange de données en Wi-Fi, certains objets exclusifs n'étant également disponible que par ce biais. Le jeu dispose désormais d'un prologue narrant la fuite de Marth vers Talys avant le début de l'histoire principale.

- Fire Emblem: New Mystery of the Emblem - 10 juillet 2010 au Japon sur Nintendo DS. Il s'agit de la suite de Shadow Dragon, et du remake de second livre de Mystery of the Emblem, troisième Fire Emblem du nom. Le système de jeu est semblable à son prédécesseur sur la même console à quelques exceptions près : il ajoute un système de soutien ainsi que deux grandes nouveautés pour la série : un(e) mercenaire du nom de Kris faisant office d'avatar personnalisable pouvant être déployée sur le champ de bataille, et la possibilité de désactiver la mécanique de mort permanente des personnages. On note aussi l'apparition d'un prologue et de chapitres optionnels supplémentaires par rapport à l'original.

- Fire Emblem Echoes: Shadows of Valentia - 20 avril 2017 au Japon 19 mai 2017 en Europe et en Amérique du Nord sur Nintendo 3DS. Cet épisode revisite le deuxième opus de la série, Gaiden, tout en introduisant des éléments des jeux plus récents. C'est le premier jeu de la série intégralement doublé en japonais et en anglais, à se doter d'un système de capacités de combat et d'un système permettant au joueur de remonter le temps pendant une bataille un nombre limité de fois afin de changer une action passée, utile pour rectifier une erreur ayant pu causer la mort d'un personnage par exemple.

### Annulé
- Fire Emblem: Ankoku no Miko sur Nintendo 64. Le jeu aurait dû exploiter le périphérique 64DD. Cet épisode n'a cependant pas vu le jour, car les programmeurs de Intelligent Systems ont dû l'abandonner pour finir le jeu Paper Mario. Tout ce qui avait déjà été fait a été reporté sur l'épisode suivant.

### Hors-séries
- BS Fire Emblem Akaneia Senki - 1997 au Japon sur Satellaview, un périphérique pour la Super Famicom. Le système Satellaview permettait de télécharger des jeux, mais ce procédé n'a pas rencontré le succès escompté, il fut donc abandonné. Cet épisode comporte des batailles dans un ordre non chronologique, n'ayant pas d'histoire, ni d'animations de combat, mais la présence de personnages d'épisodes antécédents donne un (faible) intérêt au jeu. Une communauté a assemblé les batailles de cet épisode en un fichier. À noter que ces batailles ont été intégrées à l'opus Nintendo DS New Mystery of the Emblem, mais sans le doublage et les illustrations de la version originale et avec quelques modifications.

- Tokyo Mirage Sessions ♯FE - 26 décembre 2015 au Japon, 24 juin 2016 en Europe et Amérique du Nord sur Wii U. Cet épisode est un crossover entre les séries Megami Tensei d'Atlus et Fire Emblem de Nintendo. Il retrace l'histoire d'un groupe d'adolescents rêvant de devenir des idoles dans les domaines de la chanson, de la comédie et du mannequinat, et qui se battent en parallèle contre les Mirages, créatures venues de l'univers de Fire Emblem, dans l'optique de sauver Tokyo. Le jeu a fait l'objet d'un portage sur Nintendo Switch sous le nom de Tokyo Mirage Sessions #FE Encore sorti le 17 janvier 2020 dans le monde.

- Fire Emblem Heroes - 2 février 2017 dans le monde sur iOS et Android. La série a été adaptée à une version mobile et propose une nouvelle histoire dans laquelle le joueur peut invoquer des personnages issus des jeux de la série afin de l'aider dans sa quête.

- Fire Emblem Warriors - 20 octobre 2017 en Europe sur Nintendo Switch et New Nintendo 3DS. Ce jeu se base sur le principe d'un hack 'n' slash, à la manière de Dynasty Warriors. Il met en scène des personnages originaux ainsi que des personnages issus des épisodes Shadow Dragon, Awakening et Fates.
- Fire Emblem Warriors: Three Hopes - 24 juin 2022 sur Nintendo Switch. Ce second crossover avec la série Dynasty Warriors se veut cette fois-ci narrer une histoire originale dans l'univers de Three Houses.

### Caméos
- Dans le jeu Paper Mario : La Porte millénaire, également développé par Intelligent Systems, un petit Toad prétend jouer à un jeu Game Boy Advance s'appelant Fire Emblem.

- Dans Super Smash Bros. Melee, deux personnages cachés tirés de l'univers de Fire Emblem sont disponibles : Marth et Roy. Cependant, ces deux personnages n'ont pas de stage à leur effigie mais une musique du thème de Fire Emblem peut être entendue dans le stage « Temple ».

- Dans Super Smash Bros. Brawl, on dénombre deux personnages de Fire Emblem : Ike, qui fait ses débuts dans la série, et Marth, de l'épisode précédent, qui est à débloquer. Les héros de Fire Emblem ont leur propre stage : « Château assiégé ». Il y a aussi Lyn, présente en tant que trophée aide, et d'autres personnages, présents en tant que trophées normaux.

- Dans Super Smash Bros. for Nintendo 3DS / for Wii U, les personnages Marth et Ike font leur retour. Les héros de Fire Emblem ont un nouveau stage : « l'Arène de Ferox », tirée de Fire Emblem: Awakening sur la version Nintendo 3DS et « Arène » sur la version Wii U, présente dans plusieurs jeux de la série. Il y a également le retour de l'arène de Super Smash Bros. Brawl, « Château assiégé » dans la version Wii U. De plus, deux nouveaux personnages font leur apparation : Lucina et Daraen, issus de Fire Emblem: Awakening. Daraen, l'avatar, est jouable dès le début du jeu, tout comme Marth et Ike. Lucina, quant à elle, est à débloquer au cours du jeu sous certaines conditions. Lyn est toujours présente en tant que trophée aide. Roy est disponible par contenu téléchargeable depuis le 14 juin 2015, ainsi que Corrin, l'avatar issu de Fire Emblem: Fates, ajouté le 4 février 2016 par contenu téléchargeable.

- Dans Super Smash Bros. Ultimate, les personnages Marth, Ike, Roy, Daraen, Lucina et Corrin font leur retour, ainsi que les 3 stages présents dans les différents épisodes précédents. De plus, Chrom issu de Fire Emblem: Awakening fait son apparition. Ils sont tous déblocables au fil du jeu. Cela fait de Fire Emblem la troisième licence la plus représentée dans Super Smash Bros. Ultimate après Pokémon et Super Mario. D'autre part, deux nouveaux trophées aide issus de la série font leur première apparition dans cet opus aux côtés de Lyn : le Chevalier Noir et Tiki. Enfin, à partir de janvier 2020, Byleth rejoint également le rang des personnages jouables en tant que contenu téléchargeable. Le stage « Monastère de Garreg Mach », ainsi que plusieurs musiques et esprits tirés de Fire Emblem: Three Houses sont également ajoutés au jeu.